# 何麗嫦
何麗嫦（英語：Cora Ho Lai-sheung，1963年2月17日—），香港公務員，曾擔任沙田民政事務專員。何在1985年大學畢業後加入香港警務處擔任督察，及後在1995年轉任政務主任
。何在民政事務專員任期內曾於2016年香港立法會選舉中擔任新界東選區選舉主任，協助選舉管理委員會推行政治审查制度，並在2016年裁定梁天琦及陳國強的提名無效，亦因而收到藏有刀片的恐嚇信。她在2018年擔任商務及經濟發展局副秘書長時，再獲委任為官守太平紳士。她在2023年因年屆60歲而從公務員系統退休前任職「一帶一路」辦公室副主任，而在退休後亦曾獲重聘為2025年全運會統籌辦公室副主任。